# JPEG XR
JPEG XR (původně Windows Media Photo a HD Photo) je obrázkový kompresní algoritmus a souborový formát určený pro fotografie, vyvíjený společností Microsoft. Poprvé byl představen na konferenci WinHEC v květnu 2006. Podporuje jak ztrátovou, tak bezztrátovou kompresi. Přípona tohoto formátu je .hdp (původně .wdp) a MIME typ je image/vnd.ms-photo. Formát by měl být masivně podporován ve Windows Vista, ale kompatibilita by měla být zajištěna i s Windows XP.

## Popis formátu
Kompresní algoritmus slibuje lepší výsledky nežli kompresní metoda používaná formátem JPEG (respektive JFIF) při zachování náročnosti na výkon. Podporuje monochromatickou, RGB i CMYK barevnou reprezentaci. Může obsahovat ICC profil pro shodné zobrazení na různých zařízeních. Umožňuje zobrazení průhlednosti pomocí alfa kanálu, uložení rozšířených metadat Exif nebo XMP a také uložení více obrázků do jednoho souboru. Další možností je dekódování části obrázku a provádění základních operací s obrázkem, jako je ořez, základní rotace, horizontální nebo vertikální převrácení nebo downsampling, bez nutnosti dekódovat celý obrázek.